# Elizabeta Koroška
Elizabeta Koroška, kraljica soproga Sicilije v zakonu s Petrom II. Sicilijanskim, * ok. 1303, Gorica, † ok. 1352, Messina.
Elizabeta je bila regentka Sicilije v času mladoletnosti svojega sina Ludvika, od leta 1348 do svoje smrti leta 1352.
Hči Otona, predzadnjega koroškega vojvoda in kranjskega gospoda iz rodbine Majnhardincev, se je leta 1323 poročila s Petrom II. Sicilijanskim in postala sicilijanska kraljica. V času, ko je bila kraljica, je Elizabeta poskrbela, da se je kraljeva linija Aragoncev na Siciliji nadaljevala. Na prestol sta se sčasoma povzpela dva sinova, Ludvik Sicilski in Friderik IV, Sicilski. Elizabeta je bila od leta 1348 do svoje smrti leta 1352 namestnica svojega mladega sina Ludvika.
Politično so bila desetletja pred Elizabetino vladavino polna sporov med Friderikom III. Sicilijanskim in Robertom Neapeljskim, ki je imel podporo avignonskega papeštva. Sredi 14. stoletja so bile v Evropi razširjene lakota, vojne in kuga, kar je imelo uničujoč vpliv zlasti na Sicilijo zaradi njenega gospodarskega razvoja in blaginje v prejšnjih dveh stoletjih. Elizabetina vladavina je potekala v obdobju, ko so bili italijanski državljani razočarani in zaskrbljeni, kar je povzročilo napetosti med lokalnim prebivalstvom. Otok so zaznamovali tudi burni odnosi med prestolonaslednikom in sicilijanskimi plemiškimi družinami, ki so sčasoma prerasli v državljansko vojno. Ta notranja rivalstva med plemiškimi družinami so zahtevala polnoletnost Elizabetinih sinov, da bi se spopadi razrešili.

## Življenje

### Zgodnje življenje
Elizabeta Koroška, rojena leta 1298, je bila druga hči Otona III. Koroškega (na Tirolskem znan kot Oton II.), ki je skupaj z mlajšim bratom Henrikom vladal na Koroškem, Tirolskem ter v mejnih grofijah Kranjska in Savinjska. Njena mati je bila Evfemija Šlezijsko-Liegniška (1274-1347), hči Henrika V. Debeli. Oton in Evfemija nista imela moških dedičev. O Elizabetinem zgodnjem življenju pred poroko je malo znanega, kot to velja za mnoge srednjeveške ženske, celo plemenite srednjeveške ženske. Ker je njen oče umrl, ko je bila stara 12 let, je zelo verjetno, da je mladost preživljala pod okriljem strica Henrika Koroškega in da je bila njena poroka dogovorjena z njegovo pomočjo.
Elizabetina družina, Majnhardinci, je bila trdna podpornica cesarja v boju proti papeštvu. V 13. stoletju so bili zvesti zavezniki Staufovcev proti koroškim vojvodam Spanheimom, ki so se postavili na stran papeštva. Elizabetin oče in stric sta bila polbrata Konradina, zadnjega potomca Staufovcev. Povezava z aragonskimi vladarji na Siciliji je bila torej naravna, čeprav so bili v času Elizabetine zaroke preveč oddaljeni, da bi imeli otipljive skupne interese. Morda je bil namen poroke zajeziti naraščajoči vpliv Anžujcev v Srednji Evropi po vzponu Karla I. na ogrski prestol, zlasti ker so bili anžujski zavezniki na Hrvaškem v sporu s koroškimi vojvodami.